# 111 West 57th Street
111 West 57th Street, ook bekend als de Steinway Tower, is een wolkenkrabber in Midtown Manhattan in New York. Het gebouw heeft een hoogte-breedteverhouding van 24:1, waardoor het de titel draagt van 's werelds meest slanke wolkenkrabber. De toren heeft 84 verdiepingen en een hoogte van 435 meter. De wolkenkrabber is gelegen op Billionaires' Row, een straat in Midtown Manhattan die bekend staat om zijn luxueuze woontorens. De toren is een van de hoogste gebouwen in het westelijk halfrond en staat net onder de 1,776-voet hoge One World Trade Center en de 1,550-voet hoge Central Park Tower. Het werd ontworden door Adrian Smith + Gordon Gill Architecture.
Het reeds bestaande en monumentale Steinway Building uit 1925 is in het complex opgenomen. De ontwerpers hebben er daarom ook voor gekozen om het gebouw een iets klassieker uiterlijk te geven, terwijl omliggende gebouwen juist een meer eigentijds ontwerp hebben.